# Référendums au Portugal
Au Portugal, les référendums sont convoqués par le Président de la République, sur proposition du gouvernement ou de l'Assemblée de la République, et ne peuvent concerner que d'importantes questions d'intérêt national (les référendums législatifs sont donc, théoriquement, interdits). La participation doit atteindre 50 % des inscrits pour que le résultat soit juridiquement contraignant.
Depuis l'entrée en vigueur de l'actuelle Constitution portugaise, le 2 avril 1976, trois référendums ont été organisés.

## Résumé
| Date       | Participation | Sujet                 | Vainqueur     |
| ---------- | ------------- | --------------------- | ------------- |
| 28.06.1998 | 31,89 %       | Légalisation de l'IVG | Non : 50,90 % |
| 08.11.1998 | 48,12 %       | Création des Régions  | Non : 65,03 % |
| 11.02.2007 | 43,57 %       | Légalisation de l'IVG | Oui : 59,25 % |

## Résultats détaillés

### 28 juin1998
Question posée : « Êtes-vous d'accord avec la dépénalisation de l'interruption volontaire de grossesse réalisée, sur la décision de la mère, dans les dix premières semaines de sa grossesse et dans un établissement de santé légalement autorisé ? »
- Inscrits : 8 496 089
- Participation : 31,89 %

| Réponse | Résultat  | Score (%) |
| ------- | --------- | --------- |
| Oui     | 1 308 130 | 49,10 %   |
| Non     | 1 356 754 | 50,90 %   |

La participation n'ayant pas dépassé les 50 % des inscrits, le résultat n'est pas contraignant. Toutefois, le gouvernement décida de ne pas modifier la législation de l'époque.

### 8 novembre1998
Question posée : « Êtes-vous d'accord avec l'institution concrète des régions administratives ? »
- Inscrits : 8 640 026
- Participation : 48,12 %

| Réponse | Résultat  | Score (%) |
| ------- | --------- | --------- |
| Oui     | 1 453 749 | 34,97 %   |
| Non     | 2 530 802 | 65,03 %   |

La participation n'ayant pas dépassé les 50 % des inscrits, le résultat n'est pas contraignant. Toutefois, le gouvernement décida de ne pas modifier la législation de l'époque.

### 11 février2007
Question posée : « Êtes-vous d'accord avec la dépénalisation de l'interruption volontaire de grossesse réalisée, sur la décision de la mère, dans les dix premières semaines de sa grossesse et dans un établissement de santé légalement autorisé ? »
- Inscrits : 8 814 016
- Participation : 43,57 %

| Réponse | Résultat  | Score (%) |
| ------- | --------- | --------- |
| Oui     | 2 238 053 | 59,25 %   |
| Non     | 1 539 078 | 40,75 %   |

La participation n'ayant pas dépassé les 50 % des inscrits, le résultat n'est pas contraignant. Toutefois, le gouvernement décida de procéder aux modifications législatives nécessaires.